# Sergio Ferriani
Sergio Ferriani (Bologna, 30 novembre 1925 – Bologna, 30 novembre 2001) è stato un cestista italiano.

## Palmarès
- Campionato italiano: 2

Virtus Bologna: 1947-48, 1948-49